# Кодромб (гміна)
Гміна Кодромб (пол. Gmina Kodrąb) — сільська гміна у центральній Польщі. Належить до Радомщанського повіту Лодзинського воєводства.
Станом на 31 грудня 2011 у гміні проживало 4762 особи.

## Географія
Річки: Відавка.

## Площа
Згідно з даними за 2007 рік площа гміни становила 105.79 км², у тому числі:
- орні землі: 75.00%
- ліси: 17.00%

Таким чином, площа гміни становить 7.33% площі повіту.

## Населення
Станом на 31 грудня 2011:
| Опис     | Загалом | Загалом | Чоловіки | Чоловіки | Жінки | Жінки |
| -------- | ------- | ------- | -------- | -------- | ----- | ----- |
| одиниця  | осіб    | %       | осіб     | %        | осіб  | %     |
| все      | 4762    | 100     | 2338     | 49.10    | 2424  | 50.90 |
| міське   | 0       | 100     | 0        |          | 0     |       |
| сільське | 4762    | 100     | 2338     | 49.10    | 2424  | 50.90 |

## Сусідні гміни
Гміна Кодромб межує з такими гмінами: Ґомуніце, Ґошковіце, Кобеле-Вельке, Масловіце, Радомсько, Радомсько.